# An-Nakira
An-Nakira (arab. النقيرة) – miejscowość w Syrii, w muhafazie Hims. W 2004 roku liczyła 2025 mieszkańców.